# فرحات باشا الصقللي
فرحات باشا الصقللي أو غازي فرحات باشا (1530م - 1590م) هو سياسي ورجل دولة عثماني شغل منصب والي البوسنة وبودا في الدولة العثمانية.

## أسرته
وهو عم المؤرخ العثماني الشهير إبراهيم بجوي.

## حياته
بعد عام واحد من تولي صقللي محمد باشا منصب الصدر الأعظم، تولى غازي فرحات باشا حكم لسنجق كليس. وبعد بقائه في هذا المنصب حتى عام 1573م، تم تعيينه حاكماً لسنجق البوسنة. بعد عام 1575م، بدأ في استهداف الحصون الحدودية للمملكة الكرواتية التي كانت جزءًا من الإمبراطورية الرومانية المقدسة. بعد أن هزم العثمانيون بقيادة غازي فرحات باشا الجيش الألماني الكرواتي بقيادة هيربارد الثامن فون أورسبيرج (بالألمانية: Herbard VIII von Auersperg) في معركة بوداتشكي (بالتركية: Budaçki Muharebesi)‏ في 22 سبتمبر 1575م، استولى على قلعة بيلا ستينا على الضفة اليسرى لنهر أونا،  ثم أرسل الرؤوس المقطوعة للقائدين هيربارد الثامن فون أورسبيرج وفريدريش فون فايكسلبيرج إلى إسطنبول كعلامة على النصر، وبعد ذلك، ذهب غازي فرهاد باشا إلى إسطنبول مع الأسرى، لتنظيم موكب نصر في 9 ديسمبر 1575م، وبعدها بنى غازي فرحات باشا  مجمع اجتماعي باسمه في بانيا لوكا في عام 1579م.

## والي بودا
في عام 1584م، تم تعيينه حاكماً لبودا.

## وفاته
قُتل على يد الإنكشارية في تمرد في أواخر عام 1590م، أثناء خدمته في منصب والي بودا.
دفن في قبر بجانب جامع فرحات باشا الذي بناه في بانيا لوكا، عام 1579م.

## مناصبه
تولى المناصب التالية:
- والي البوسنة (1580–1588).
- والي بودا (1584م-1590م).